# Insubres
Les Insubres étaient un peuple celte d'Italie du Nord auquel est attribuée la fondation de Milan.

## Territoire et ethnogenèse
Le territoire originellement identifié des Insubres correspond à l'actuelle Lombardie, leur établissement sur ce territoire remontant au moins au VIe siècle av. J.-C. Les Insubres étaient une sous-tribu des Bituriges, arrivée en Italie du Nord sous Bellovesos.

## Historiographie
Les Insubres sont mentionnés par Cicéron, Polybe, Tite-Live, Pline l'Ancien, Strabon et Caecilius Statius.

## Histoire
Au début du IVe siècle av. J.-C. se produit l'invasion celtique en Italie, demeurée célèbre en raison de la victoire remportée en 387 av. J.-C. sur les Romains lors de la bataille de l'Allia et de l'épisode des oies du Capitole, suivi du célèbre Væ victis lancé par Brennus aux vaincus... Lingons, Sénons, Boïens et Cénomans s'établissent en force en Italie du Nord. En coalition avec les Insubres, ils constituent la Gaule cisalpine. Les Celtes cisalpins parviennent à se maintenir face à Rome au prix des batailles d'Arretium en 284 av. J.-C. et du lac Vadime en 283 av. J.-C.
En dépit de leur pugnacité, les Sénons doivent se retirer d'Étrurie et se replier sur la plaine padane en 232 av. J.-C. En 225 av. J.-C., les Insubres sont défaits à la bataille de Faesulae et perdent Mediolanum. Après l'échec de la contre-offensive gauloise à Télamon la même année, les Celtes ne parviennent pas à contenir la poussée de Rome en Cisalpine, les Insubres étant défaits à Clastidium et sur les bords de l'Adda en 222 av. J.-C. Lors de la deuxième guerre punique, les Celtes cisalpins s'allient à Carthage. L'issue du conflit n'ayant pas été favorable à la Cisalpine gauloise, les Romains défont de nouveau les Celtes à Betriacum en 200 av. J.-C., bataille à l'issue de laquelle seuls les Boïens et les Insubres continuent à résister. Après la reddition de ces derniers à Mutina en 194 av. J.-C., les Boïens résistent face à Rome jusqu'en 191 av. J.-C. Dès lors, la Gaule cisalpine tombe sous la dépendance de la République romaine. 
À l'issue de la guerre sociale en 89 av. J.-C., les Insubres obtiennent la citoyenneté de droit latin. En 81 av. J.-C., la Cisalpine devient la provincia Ariminum administrée par un propréteur. En 49 av. J.-C., les Insubres sont faits citoyens romains et vers 42 av. J.-C., la Cisalpine est intégrée à l'Italie romaine.